# Parafia św. Dymitra w Buczynie
Parafia św. Dymitra – parafia prawosławna w Buczynie, w dekanacie Zielona Góra diecezji wrocławsko-szczecińskiej.
Na terenie parafii funkcjonuje 1 cerkiew:
- cerkiew św. Dymitra w Buczynie – parafialna

## Historia

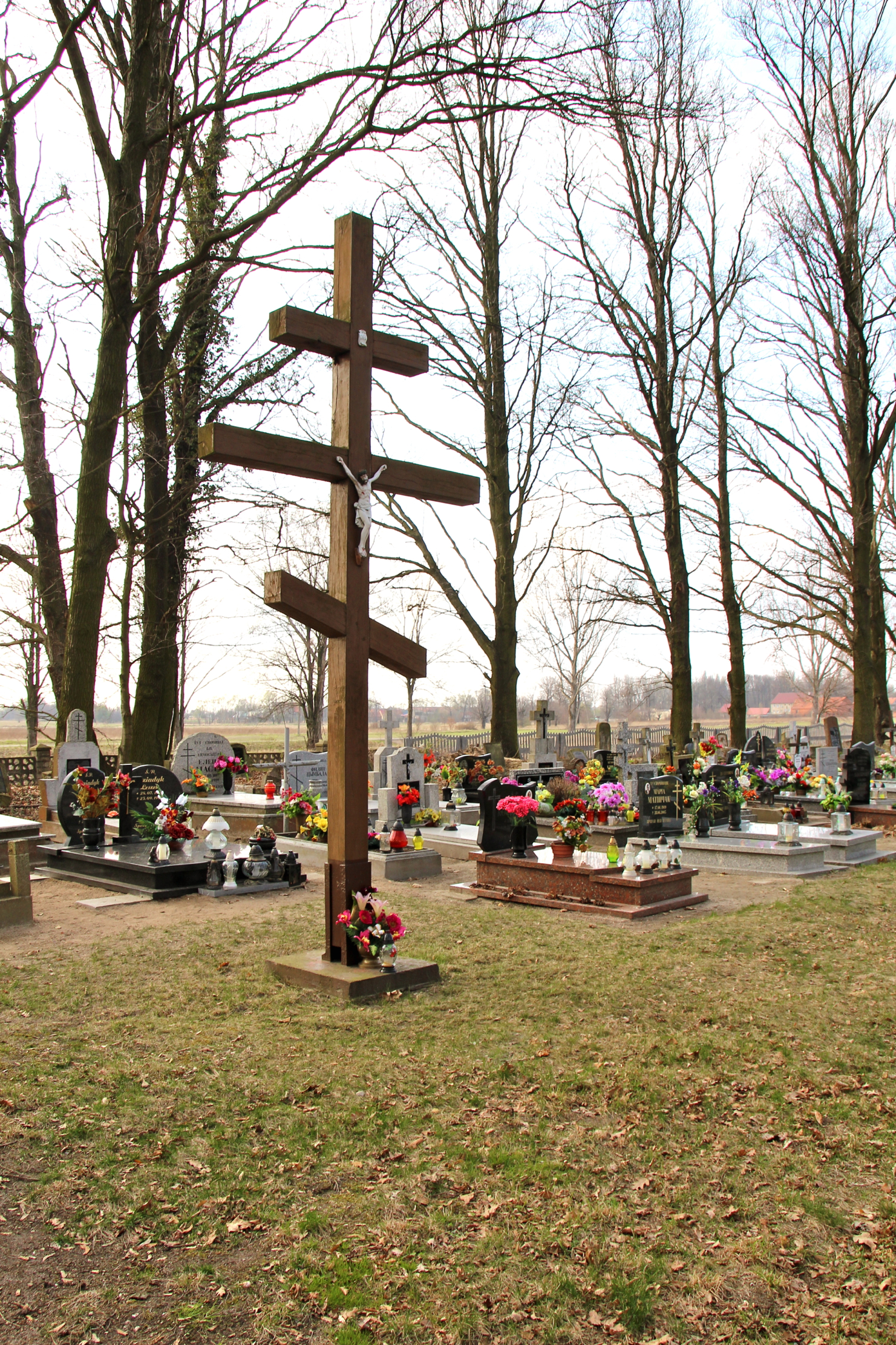
Cmentarz parafialny w Buczynie

Parafia powstała jesienią 1947, w związku z przesiedleniami mieszkańców Łemkowszczyzny w ramach Akcji „Wisła”. W 1948 wspólnota pozyskała poewangelicki kościół w Buczynie, który w ciągu kolejnych 6 lat całkowicie odrestaurowano i dostosowano do potrzeb liturgii prawosławnej. Do tego czasu nabożeństwa odprawiano w prywatnym domu w Drożynie, a później w budynku szkolnym w Łagoszowie Wielkim.
Parafia początkowo wchodziła w skład dekanatu Wrocław (który w 1951 został włączony do nowo utworzonej diecezji wrocławsko-szczecińskiej); od 1958 należy do dekanatu Zielona Góra.
W latach 70. XX w. dokonano gruntownego remontu cerkwi, a w latach 1988–1989 obok świątyni wzniesiono dzwonnicę.
W 2013 parafia liczyła około 50 rodzin zamieszkujących Buczynę, Dobromil, Kłębanowice, Łagoszów Wielki, Nową Kuźnię, Nowy Dwór i Radwanice. Do parafii należą dwa cmentarze: w Buczynie i Łagoszowie Wielkim.

## Wykaz proboszczów
- 1947 – ks. Dymitr Chylak
- 1947–1958 – ks. Wiktor Masik
- 1959–1964 – ks. Mikołaj Leszczyński
- 1964 – ks. Konstanty Bajko
- 1964–1966 – ks. Grzegorz Szeryński
- 1966–1971 – ks. Paweł Siwiec
- 1971–1975 – ks. Włodzimierz Pańkowski
- 1975–1997 – ks. Bazyli Janicki
- 1997–2007 – ks. Piotr Sokołowski
- 2007 – ks. Sławomir Sorokanycz
- od 2007 – ks. (od 2017 hieromnich[2], od 2019 ihumen[1]) Jerzy (Omelianiuk)